# 拉娃·布拉茲
拉娃·布拉茲·維埃拉（葡萄牙語：Loalwa Braz Vieira，1953年6月3日—2017年1月19日），巴西歌手和詞曲作家。她最著名的作品是在法國－巴西流行樂團Kaoma的全球暢銷金曲《黏巴達》中擔任主唱。她可流利地使用四種語言，除曾以母語葡萄牙文錄製唱片外，亦曾灌錄西班牙文、法文和英文唱片。

## 生平
拉娃在里約熱內盧一個音樂家庭出生，父親是管絃樂團團長，母親是鋼琴家。拉娃4歲時開始學彈鋼琴，13歲開始唱歌。1985年時移居巴黎，2010年時移居日內瓦直到2017年過世。

### 遇害
2017年1月19日凌晨，里約熱內盧警方在距里約熱內盧73公里的薩夸雷馬一輛焚毀汽車中發現拉娃的遺體。目擊者表示曾看見兩位男子在她家附近，距前述被焚車輛被發現的地點不遠。拉娃名下旅館員工承認與兩名同夥犯下此案。

## 作品列表

### 獨唱
- Brésil（1989年）
- Recomeçar（2003年）
- Ensolarado（2011年）

### 與Kaoma的作品
- Worldbeat（1989年）
- Tribal-Pursuit（1991年）
- A La Media Noche（1998年）

## 外部連結
- 官方網站